# Valle della Cerviera
La valle della Cerviera è una valle laterale della Val Seriana in Provincia di Bergamo, Lombardia.
Sita nella provincia di Bergamo, si diparte dal lato sud del lago del Barbellino in corrispondenza della prima cascata che si incontra provenendo dal Rifugio Antonio Curò. 
La valle è stretta nella parte bassa e si apre a sud, nella parte alta, in corrispondenza del salto d'acqua del torrente che l'attraversa.
Nonostante non sia molto ampia vi dimorano diversi animali selvatici, tra cui Camosci e Marmotte, e vi crescono diversi tipi di piante protette.
Ospita nella parte sud-occidentale i Laghi della Cerviera ed è percorsa dai sentieri che portano al Pizzo Recastello, al Pizzo dei Tre Confini e al Rifugio Nani Tagliaferri lungo il Sentiero Naturalistico Antonio Curò.
La valle in inverno e in primavera è percorsa da sci-alpinisti durante la salita al Pizzo dei Tre Confini.